# Draaginsigne Gewonden
Het Draaginsigne Gewonden is een Nederlandse onderscheiding, ingesteld voor oorlogsgewonden van de Tweede Wereldoorlog, de Politionele acties in Nederlands-Indië, de Korea-oorlog en de militaire acties in het kader van de vredesmissies van de Verenigde Naties, zoals in Libanon, Cambodja, Irak, en voormalig Joegoslavië. Nederland kwam pas in 1990 tot het instellen van een Gewondeninsigne. In de Verenigde Staten werd het Purple Heart al in 1917 ingesteld.
De onderscheiding is voor alle Nederlandse (gewezen) militairen die het Koninkrijk dienen of hebben gediend onder oorlogsomstandigheden, of daarmee overeenkomende situaties, inclusief internationale vredesmissies binnen en buiten het verband van de Verenigde Naties bestemd. Ook de vaarplichtige zeelieden in oorlogstijd, de Nederlandse koopvaardij heeft in de Tweede Wereldoorlog zware verliezen geleden, en leden van het voormalige Koninklijk Nederlands Indisch Leger komen voor het insigne in aanmerking.
Men kan na lichamelijke verwondingen en psychisch letsel het insigne uitgereikt krijgen. Meestal is het aan de burgemeester van de woonplaats van de decorandus om het insigne uit te reiken.
Het Draaginsigne kan zowel op het uniform als op de burgerkleding worden gedragen maar het miniatuur wordt alleen op de burgerkleding gedragen. Militairen dragen hun insigne op hun linkerborst, op burgerkleding ziet men het insigne, een zilveren kruis met de Latijnse tekst "VULNERATUS NEC VICTUS" oftewel "verwond maar niet overwonnen" meestal op de revers.
Volgens het instellingsbesluit zal "degene die zich onwaardig heeft gedragen" geen insigne mogen ontvangen.
De toekenning geschiedde tot 1 januari 1994 door een daarvoor ingesteld Comité en sindsdien door een minister. Dat kan de Minister van Verkeer en Waterstaat (voor de Nederlandse Koopvaardij in oorlogstijd) of de Minister van Defensie zijn (voor militairen).
Toekenning kan ten hoogste één keer en uitsluitend bij leven van de rechthebbende geschieden.